# 機関委任事務
機関委任事務（きかんいにんじむ）は、地方公共団体の首長（都道府県知事、市町村長）等が法令に基いて国から委任され、「国の機関」として処理する事務のことである。1999年（平成11年）の「地方分権一括法」の制定により廃止された。

## 概要
機関委任事務とされた事務は、法的にはあくまで委任した「国の事務」であって、「地方公共団体の事務」とは観念されない。このため当該事務に関しては地方公共団体の条例制定権が及ばず、地方議会の関与も制限されていた。機関委任事務について国は包括的な指揮監督権を有し（通達も参照）、これを制度的に担保するものとして職務執行命令訴訟が存在した。国は、都道府県知事が機関委任事務の管理執行について違法や怠慢があった場合に、職務執行命令訴訟を経て主務大臣による代執行を行うことができるうえ、最終的には内閣総理大臣による知事の罷免が可能であった。ただし、実際にこの制度に基づいて知事が罷免された例はなく、公選による知事の身分を奪うことは不適当であるから、知事罷免制度については1991年の地方自治法改正により廃止された。
明治憲法下において機関委任事務は、市町村の執行機関のみに適用されていたが、戦後改革により都道府県が「完全自治体化」されるにあたり、従前の地方官庁としての知事の権限が公選知事や教育委員会等への機関委任事務として位置づけ直された。戦後の高度経済成長期における自治体の公害規制関連の法律が機関委任事務であったため、条例を制定することができなかったが、公害被害が深刻な一部自治体が法律を上回る条例を制定して公害対策に乗り出した。これは自治体政策法務のはしりといえる。以後、福祉国家としての日本の歩みと共に機関委任事務の範囲は拡大を続け、特に都道府県の事務の相当部分を占めるに至っていた。
地方公共団体の公選の首長等を国の下部機関と位置づけるこの制度は、かねてより地方自治を阻害するものとして批判が強く、機関委任事務にかかわる領域については、条例は制定の余地がないことから、自治体は地域の課題を解決するため、法律の規制を上回る指導要綱を制定して対応していた。1999年の地方分権一括法による地方自治法等の改正によって機関委任事務は2000年4月に廃止に至った。地方公共団体が処理する事務はすべて「地方公共団体の事務」となり、かつて機関委任事務とされていた事務の大半は自治事務及び法定受託事務に再編され、一部の事務は国の直接執行とされるか、事務自体が廃止された。
また、機関委任事務制度の下では、都道府県が国の機関として市町村に対する指導監督を行うことが多かったが、機関委任事務制度の廃止により、都道府県と市町村もまた対等の関係として位置づけられることとなった。

## 参照条文
- 地方自治法（地方分権一括法による改正前）
  - 普通地方公共団体の長が国の機関として処理する行政事務については、普通地方公共団体の長は、都道府県にあつては主務大臣、市町村にあつては都道府県知事及び主務大臣の指揮監督を受ける。(150条)
  - 都道府県知事は、その管理に属する行政庁又は市町村長の権限に属する国又は当該都道府県の事務につき、その処分が成規に違反し、又は権限を犯すと認めるときは、その処分を取り消し、又は停止することができる。(151条1項)
- 国家行政組織法（同）
  - 各大臣は、主任の事務について、地方自治法（昭和二十二年法律第六十七号）第百五十条の規定により、地方公共団体の長のなす国の行政事務に関し、その長を指揮監督することができる。(15条1項)